# Ösmo-Torö församling
Ösmo-Torö församling är en församling i Nynäs kontrakt, Strängnäs stift. Församlingen ligger inom Nynäshamns kommun, Stockholms län och utgör ett eget pastorat.

## Administrativ historik
Församlingen bildades den 1 januari 2006 genom sammanläggning av Ösmo församling och Torö församling, och utgör sedan dess ett eget pastorat.

## Kyrkor
- Ösmo kyrka
- Torö kyrka
- Landsorts kapell.